# Leopard Island
Leopard Island ist eine Insel im Wilhelm-Archipel westlich der Antarktischen Halbinsel. Sie liegt 330 m westlich des südwestlichen Ausläufers von Skua Island in der Gruppe der Argentinischen Inseln im nordöstlichen Ausläufer des Grandidier-Kanals.
Teilnehmer der British Graham Land Expedition (1934–1937) unter der Leitung des australischen Polarforschers John Rymill kartierten die Insel. Namensgebend ist vermutlich der Seeleopard (Hydrurga leptonyx), eine in südpolaren Gewässern verbreitete Robbe.